# Seeed/Diskografie
Diese Diskografie ist eine Übersicht über die musikalischen Werke der deutschen Reggae- und Dancehallband Seeed. Den Schallplattenauszeichnungen zufolge hat sie bisher mehr als 1,9 Millionen Tonträger verkauft, davon alleine in ihrer Heimat über 1,8 Millionen. Ihre erfolgreichste Veröffentlichung ist die Single Augenbling mit über 340.000 verkauften Einheiten.

## Alben

### Studioalben
| Jahr | Titel Musiklabel                       | Höchstplatzierung, Gesamtwochen, AuszeichnungChartplatzierungen (Jahr, Titel, Musiklabel, Platzierungen, Wochen, Auszeichnungen, Anmerkungen) | Höchstplatzierung, Gesamtwochen, AuszeichnungChartplatzierungen (Jahr, Titel, Musiklabel, Platzierungen, Wochen, Auszeichnungen, Anmerkungen) | Höchstplatzierung, Gesamtwochen, AuszeichnungChartplatzierungen (Jahr, Titel, Musiklabel, Platzierungen, Wochen, Auszeichnungen, Anmerkungen) | Anmerkungen |
| Jahr | Titel Musiklabel                       | DE | AT | CH | Anmerkungen |
| ---- | -------------------------------------- | --- | --- | --- | --- |
| 2001 | New Dubby Conquerors WEA Records (WMG) | DE17 Gold · (36 Wo.)DE | AT34 (8 Wo.)AT | — | Erstveröffentlichung: 21. Mai 2001 Verkäufe: + 150.000                                                                  |
| 2003 | Music Monks Downbeat Records (WMG)     | DE4 Platin · (22 Wo.)DE | AT12 Gold · (22 Wo.)AT | CH15 (24 Wo.)CH | Erstveröffentlichung: 2. Juni 2003 Verkäufe: + 215.000                                                                  |
| 2005 | Next! Downbeat Records (WMG)           | DE2 ×3Dreifachgold · (45 Wo.)DE | AT3 Gold · (44 Wo.)AT | CH11 Gold · (38 Wo.)CH | Erstveröffentlichung: 14. Oktober 2005 (DE-Version) Erstveröffentlichung: 12. Mai 2006 (EN-Version) Verkäufe: + 335.000 |
| 2012 | Seeed Downbeat Records (WMG)           | DE1 ×3Dreifachgold · (47 Wo.)DE | AT2 Gold · (33 Wo.)AT | CH5 (28 Wo.)CH | Erstveröffentlichung: 28. September 2012 Verkäufe: + 310.000                                                            |
| 2019 | Bam Bam BMG Rights Management (WMG)    | DE2 (20 Wo.)DE | AT3 (9 Wo.)AT | CH3 (6 Wo.)CH | Erstveröffentlichung: 4. Oktober 2019                                                                                   |

### Livealben
| Jahr | Titel Musiklabel            | Höchstplatzierung, Gesamtwochen, AuszeichnungChartplatzierungen (Jahr, Titel, Musiklabel, Platzierungen, Wochen, Auszeichnungen, Anmerkungen) | Höchstplatzierung, Gesamtwochen, AuszeichnungChartplatzierungen (Jahr, Titel, Musiklabel, Platzierungen, Wochen, Auszeichnungen, Anmerkungen) | Höchstplatzierung, Gesamtwochen, AuszeichnungChartplatzierungen (Jahr, Titel, Musiklabel, Platzierungen, Wochen, Auszeichnungen, Anmerkungen) | Anmerkungen                                                |
| Jahr | Titel Musiklabel            | DE | AT | CH | Anmerkungen                                                |
| ---- | --------------------------- | --- | --- | --- | ---------------------------------------------------------- |
| 2006 | Live Downbeat Records (WMG) | DE3 Platin · (22 Wo.)DE | AT4 (13 Wo.)AT | CH26 (7 Wo.)CH | Erstveröffentlichung: 3. November 2006 Verkäufe: + 200.000 |

### EPs
| Jahr | Titel Musiklabel                   | Anmerkungen                         |
| ---- | ---------------------------------- | ----------------------------------- |
| 2002 | Waterpumpee Downbeat Records (WMG) | Erstveröffentlichung: 2. April 2002 |

## Singles

### Als Leadmusiker
| Jahr | Titel Album                                                                           | Höchstplatzierung, Gesamtwochen, AuszeichnungChartplatzierungen (Jahr, Titel, Album, Platzierungen, Wochen, Auszeichnungen, Anmerkungen) | Höchstplatzierung, Gesamtwochen, AuszeichnungChartplatzierungen (Jahr, Titel, Album, Platzierungen, Wochen, Auszeichnungen, Anmerkungen) | Höchstplatzierung, Gesamtwochen, AuszeichnungChartplatzierungen (Jahr, Titel, Album, Platzierungen, Wochen, Auszeichnungen, Anmerkungen) | Anmerkungen |
| Jahr | Titel Album                                                                           | DE | AT | CH | Anmerkungen |
| --- | ------------------------------------------------------------------------------------- | --- | --- | --- | --- |
| 2000 | New Dubby Conquerors                                                                  | — | — | — | Erstveröffentlichung: 26. Juni 2000 |
| 2000 | Tide Is High New Dubby Conquerors                                                     | — | — | — | Erstveröffentlichung: 30. August 2000 Original: The Paragons – The Tide Is High                                                                        |
| 2001 | Dickes B New Dubby Conquerors                                                         | DE27 (17 Wo.)DE | AT68 (3 Wo.)AT | CH91 (1 Wo.)CH | Erstveröffentlichung: 2. April 2001 feat. Black Kappa                                                                                                  |
| 2001 | Dancehall Caballeros New Dubby Conquerors                                             | DE44 (9 Wo.)DE | — | — | Erstveröffentlichung: 13. August 2001 |
| 2003 | Music Monks                                                                           | DE27 (9 Wo.)DE | AT28 (13 Wo.)AT | CH81 (2 Wo.)CH | Erstveröffentlichung: 12. Mai 2003 |
| 2003 | What You Deserve Is What You Get auch bekannt als: The Electric Boogie EP Music Monks | DE48 (6 Wo.)DE | AT42 (4 Wo.)AT | CH65 (2 Wo.)CH | Erstveröffentlichung: 31. Oktober 2003 |
| 2004 | Release Music Monks                                                                   | DE54 (8 Wo.)DE | AT47 (8 Wo.)AT | CH71 (2 Wo.)CH | Erstveröffentlichung: 21. Juni 2004 |
| 2005 | Aufstehn! / Rise & Shine (englische Version) Next!                                    | DE5 (15 Wo.)DE | AT14 (17 Wo.)AT | CH28 (13 Wo.)CH | Erstveröffentlichung: 22. August 2005 (DE-Version) Erstveröffentlichung: 6. September 2006 (EN-Version) feat. CeeLo Green                              |
| 2005 | Schwinger / Good to Know (englische Version) Next!                                    | DE68 (9 Wo.)DE | AT57 (5 Wo.)AT | — | Erstveröffentlichung: 18. November 2005 (DE-Version) Erstveröffentlichung: 2. Juni 2006 (EN-Version)                                                   |
| 2006 | Ding / Thing* (englische Version) Next!                                               | DE5 Gold · (26 Wo.)DE | AT4 (32 Wo.)AT | CH27 (19 Wo.)CH | Erstveröffentlichung: 17. Februar 2006 (DE-Version) Erstveröffentlichung: 2007 (EN-Version) Verkäufe: + 150.000; * feat. Saïan Supa Crew               |
| 2006 | Slowlife Next!                                                                        | — | — | — | Erstveröffentlichung: 3. November 2006 |
| 2011 | Molotov / Wonderful Life Seeed                                                        | DE12 Gold · (17 Wo.)DE | AT19 (8 Wo.)AT | — | Erstveröffentlichung: 12. August 2011 Verkäufe: + 150.000                                                                                              |
| 2012 | Beautiful Seeed                                                                       | DE22 (9 Wo.)DE | AT47 (1 Wo.)AT | — | Erstveröffentlichung: 31. August 2012 |
| 2012 | Augenbling / Blink Blink* (englische Version) Seeed                                   | DE7 Platin · (37 Wo.)DE | AT12 Gold · (26 Wo.)AT | CH15 Platin · (24 Wo.)CH | Erstveröffentlichung: 16. November 2012 (DE-Version) Erstveröffentlichung: 2. September 2013 (EN-Version) Verkäufe: + 345.000; * feat. Féfé/Snoop Dogg |
| 2013 | Deine Zeit Seeed                                                                      | DE70 (1 Wo.)DE | — | — | Erstveröffentlichung: 22. März 2013 |
| 2014 | Cherry Oh (2014) –                                                                    | DE16 (11 Wo.)DE | AT41 (5 Wo.)AT | CH64 (1 Wo.)CH | Erstveröffentlichung: 20. September 2014 Original: Eric Donaldson – Cherry-Oh-Baby                                                                     |
| 2019 | Ticket Bam Bam                                                                        | DE63 (8 Wo.)DE | — | — | Erstveröffentlichung: 11. April 2019 |
| 2019 | Lass sie gehn Bam Bam                                                                 | DE42 (1 Wo.)DE | — | — | Erstveröffentlichung: 26. Juli 2019 |
| 2019 | G€LD Bam Bam                                                                          | DE59 (7 Wo.)DE | — | — | Erstveröffentlichung: 20. September 2019 |
| 2020 | Hale-Bopp –                                                                           | DE55 (11 Wo.)DE | — | — | Erstveröffentlichung: 31. Juli 2020 |
| 2021 | Love & Courvoisier (RMX) –                                                            | — | — | — | Erstveröffentlichung: 20. August 2021 feat. Rote Mütze Raphi                                                                                           |
| Folgende Lieder erschienen nicht als Single, wurden aber durch das Album zum Download und Streaming bereitgestellt und konnten somit eine Platzierung erlangen: |                                                                                       | | | | |
| |                                                                                       | | | | |
| 2019 | Sie is geladen Bam Bam                                                                | DE88 (1 Wo.)DE | — | — | Charteinstieg: 11. Oktober 2019 feat. Nura |

### Als Gastmusiker
| Jahr | Titel Album                                       | Höchstplatzierung, Gesamtwochen, AuszeichnungChartplatzierungen (Jahr, Titel, Album, Platzierungen, Wochen, Auszeichnungen, Anmerkungen) | Höchstplatzierung, Gesamtwochen, AuszeichnungChartplatzierungen (Jahr, Titel, Album, Platzierungen, Wochen, Auszeichnungen, Anmerkungen) | Höchstplatzierung, Gesamtwochen, AuszeichnungChartplatzierungen (Jahr, Titel, Album, Platzierungen, Wochen, Auszeichnungen, Anmerkungen) | Anmerkungen                                                                         |
| Jahr | Titel Album                                       | DE | AT | CH | Anmerkungen                                                                         |
| ---- | ------------------------------------------------- | --- | --- | --- | ----------------------------------------------------------------------------------- |
| 2014 | Do They Know It’s Christmas? (Deutsche Version) – | DE1 (5 Wo.)DE | AT10 (3 Wo.)AT | CH21 (2 Wo.)CH | Erstveröffentlichung: 21. November 2014 mit Band Aid 30 Germany; Original: Band Aid |

## Videoalben und Musikvideos

### Videoalben
| Jahr | Titel Musiklabel            | Höchstplatzierung, Gesamtwochen, AuszeichnungChartplatzierungen (Jahr, Titel, Musiklabel, Platzierungen, Wochen, Auszeichnungen, Anmerkungen) | Höchstplatzierung, Gesamtwochen, AuszeichnungChartplatzierungen (Jahr, Titel, Musiklabel, Platzierungen, Wochen, Auszeichnungen, Anmerkungen) | Höchstplatzierung, Gesamtwochen, AuszeichnungChartplatzierungen (Jahr, Titel, Musiklabel, Platzierungen, Wochen, Auszeichnungen, Anmerkungen) | Anmerkungen                                                                  |
| Jahr | Titel Musiklabel            | DE | AT | CH | Anmerkungen                                                                  |
| ---- | --------------------------- | --- | --- | --- | ---------------------------------------------------------------------------- |
| 2006 | Live Downbeat Records (WMG) | DE* ×3DreifachgoldDE | AT*AT | CH*CH | Erstveröffentlichung: 3. November 2006 Verkäufe: + 75.000; * siehe Livealbum |

### Musikvideos
| Jahr | Titel                                           | Regisseur(e)                       |
| ---- | ----------------------------------------------- | ---------------------------------- |
| 2000 | Tide Is High                                    | Matthias Braun, Christopher Häring |
| 2001 | Dickes B                                        | Daniel Harder                      |
| 2001 | Dancehall Caballeros                            | Daniel Harder                      |
| 2001 | Riddim No. 1                                    | Daniel Harder                      |
| 2002 | Waterpumpee                                     | Pierre Günther                     |
| 2003 | Music Monks                                     | Daniel Harder                      |
| 2003 | What You Deserve Is What You Get                | Daniel Harder                      |
| 2004 | Release                                         | Matthias Freier                    |
| 2005 | Wuhlheide                                       | Daniel Harder                      |
| 2005 | Aufstehn! / Rise & Shine                        | Daniel Harder                      |
| 2005 | Schwinger / Good to Know                        | Daniel Harder                      |
| 2006 | Ding / Thing                                    | Philip Hillers                     |
| 2006 | Slowlife                                        |                                    |
| 2011 | Molotov / Wonderful Life                        | Daniel Harder                      |
| 2011 | Wonderful Life                                  | Philip Hillers                     |
| 2012 | Beautiful                                       | Jan Koester                        |
| 2012 | Augenbling                                      | Daniel Harder                      |
| 2013 | Deine Zeit                                      |                                    |
| 2013 | Blink Blink                                     | Daniel Harder                      |
| 2014 | Cherry Oh (2014)                                |                                    |
| 2014 | Waiting                                         | Marten Persiel                     |
| 2014 | Do They Know It’s Christmas? (Deutsche Version) | Paul Ripke                         |
| 2019 | Ticket                                          | Zoran Bihać                        |
| 2019 | Lass sie gehn                                   | Zoran Bihać                        |
| 2019 | G€LD                                            | Jakob Grunert                      |
| 2020 | Hale-Bopp                                       | OVERTOON Animation Studios         |

## Sonderveröffentlichungen

### Alben
| Jahr | Titel Musiklabel                                      | Anmerkungen                                                     |
| ---- | ----------------------------------------------------- | --------------------------------------------------------------- |
| 2008 | New Dubby Conquerors / Music Monks Warner Music (WMG) | Erstveröffentlichung: 5. September 2008 Teil der „2-in-1“-Reihe |

| Jahr | Titel Musiklabel                   | Anmerkungen                |
| ---- | ---------------------------------- | -------------------------- |
| 2001 | Frogass Germaican Records          | Erstveröffentlichung: 2001 |
| 2001 | World Report Germaican Records     | Erstveröffentlichung: 2001 |
| 2003 | Electric Boogie Germaican Records  | Erstveröffentlichung: 2003 |
| 2003 | Doctor’s Darling Germaican Records | Erstveröffentlichung: 2003 |
| 2003 | Pharaoh Germaican Records          | Erstveröffentlichung: 2003 |
| 2003 | Cure Germaican Records             | Erstveröffentlichung: 2003 |
| 2005 | Rodeo Germaican Records            | Erstveröffentlichung: 2005 |
| 2005 | High Noon Germaican Records        | Erstveröffentlichung: 2005 |

### Lieder
| Jahr | Titel Album                                       | Anmerkungen                                                                         |
| ---- | ------------------------------------------------- | ----------------------------------------------------------------------------------- |
| 2014 | Do They Know It’s Christmas? (Deutsche Version) – | Erstveröffentlichung: 21. November 2014 mit Band Aid 30 Germany; Original: Band Aid |

| Jahr | Titel Interpret                                            | Anmerkungen                             |
| ---- | ---------------------------------------------------------- | --------------------------------------- |
| 2003 | Shake Baby Shake (Seeed Reeemix) Elephant Man              | Erstveröffentlichung: 31. Oktober 2003  |
| 2004 | Kung Fu Fighting (Remix by the Name of Seeed) Carl Douglas | Erstveröffentlichung: 17. August 2004   |
| 2004 | Tamale (Ruebi’s SEEED Remix) Mr. Vegas                     | Erstveröffentlichung: 2004              |
| 2005 | Mis värk on? (Rodeo Riddim Mix) Def Räädu & J.O.C.         | Erstveröffentlichung: 16. Dezember 2005 |
| 2011 | Sekundenschlaf (Seeed Remix) Marteria                      | Erstveröffentlichung: 25. März 2011     |
| 2015 | Jetzt gehst du weg (Seeed Remix) Rakede                    | Erstveröffentlichung: 31. Juli 2015     |

| Jahr | Titel Soundtrack zu                | Anmerkungen                                                                               |
| ---- | ---------------------------------- | ----------------------------------------------------------------------------------------- |
| 2000 | Top of the City Kanak Attack       | Erstveröffentlichung: 27. Dezember 2000 Sample: Bob Marley & The Wailers – Sun Is Shining |
| 2006 | Ding Hui Buh – Das Schlossgespenst | Erstveröffentlichung: 21. Juli 2006                                                       |
| 2007 | Ding Vollidiot                     | Erstveröffentlichung: 13. April 2017                                                      |
| 2007 | King Rodriguez Leroy               | Erstveröffentlichung: 9. November 2007                                                    |
| 2016 | Goosebumps Tschick                 | Erstveröffentlichung: 9. September 2016                                                   |

## Promoveröffentlichungen
| Jahr | Titel Album                       | Anmerkungen                                      |
| ---- | --------------------------------- | ------------------------------------------------ |
| 2006 | Show the Interest (Seeed Refix) – | Erstveröffentlichung: 12. Juni 2006 feat. Sizzla |
| 2012 | You & I Seeed                     | Erstveröffentlichung: 23. Oktober 2012           |

## Statistik

### Chartauswertung
|                     | DE    | AT    | CH    |
| ------------------- | ----- | ----- | ----- |
| Nummer-eins-Alben   | DE1DE | AT—AT | CH—CH |
| Top-10-Alben        | DE5DE | AT4AT | CH2CH |
| Alben in den Charts | DE6DE | AT6AT | CH5CH |

|                       | DE     | AT     | CH    |
| --------------------- | ------ | ------ | ----- |
| Nummer-eins-Singles   | DE1DE  | AT—AT  | CH—CH |
| Top-10-Singles        | DE4DE  | AT2AT  | CH—CH |
| Singles in den Charts | DE19DE | AT12AT | CH9CH |

### Auszeichnungen für Musikverkäufe
Anmerkung: Auszeichnungen in Ländern aus den Charttabellen bzw. Chartboxen sind in ebendiesen zu finden.
| Land/RegionAuszeichnungen für Musikverkäufe (Land/Region, Auszeichnungen, Verkäufe, Quellen) | Gold       | Platin     | Verkäufe  | Quellen           |
| -------------------------------------------------------------------------------------------- | ---------- | ---------- | --------- | ----------------- |
| Deutschland (BVMI)                                                                           | 6× Gold6   | 6× Platin6 | 1.825.000 | musikindustrie.de |
| Österreich (IFPI)                                                                            | 4× Gold4   | —          | 55.000    | ifpi.at           |
| Schweiz (IFPI)                                                                               | Gold1      | Platin1    | 50.000    | hitparade.ch      |
| Insgesamt                                                                                    | 11× Gold11 | 7× Platin7 |           |                   |